# Лесосибирский государственный педагогический институт
Лесосибирский государственный педагогический институт — высшее учебное заведение, основанное 22 июня 1940 года для подготовки высококвалифицированных педагогических кадров. Реорганизован 4 мая 1990 года путём присоединения в качестве филиала к Красноярскому государственному университету (с 2006 года — Сибирского федерального университета).

## История
22 июня 1940 года Постановлением Совета народных комиссаров РСФСР № 463 и приказом Народного комиссариата просвещения РСФСР № 1011 на базе Енисейского педагогического училища был создан Енисейский учительский институт с двухгодичным сроком обучения. В структуре института было создано два учебных отделения: истории и русского языка и литературы. На первый курс института в качестве студентов было принято сто восемь человек. В период Великой Отечественной войны количество учащихся не превышало восьмидесяти человек, помимо обучения студенты работали в колхозных хозяйствах на трудовом фронте. В военное время в структуре института были созданы пять учебных кабинетов: военного дела, русского языка и литературы, истории, самостоятельной работы и основ марксизма-ленинизма а количество педагогов не превышало одиннадцати человек. С 1947 года после окончания войны в структуре института было создано три общеинститутские кафедры: русского языка и литературы, истории и физики и математики. С 1950 года Министерством просвещения СССР в институте были полностью укомплектованы штаты профессорско-преподавательских кадров в количестве тринадцати человек, в 1952 году — шестнадцать человек и на 1954 год — семнадцать человек.
18 июня 1954 года Распоряжением Совета Министров СССР № 6579-р и приказом Министерства просвещения РСФСР № 481 Енисейский учительский институт был реорганизован в Енисейский государственный педагогический институт. В структуре института было создано шесть общеинститутских кафедр, с общим количеством педагогических кадров: 1955 год — тридцать преподавателей, 1960 год — сорок восемь, 1976 год — пятьдесят, из них преподавателей имеющих учёную степень и учёное звание имело восемнадцать человек. В 1961 году решением Астрономического совета АН СССР при институте была открыта Станция наблюдений за искусственными спутниками Земли, по трём направлением работ: фотометрические наблюдения, разработка и исследование новых высокоточных методов наблюдения ИСЗ и разработка методов прогнозирования пролетов ИСЗ. С 1942 по 1966 год количество выпускников института составило шестисот семьдесят три человека, а с 1970 по 1973 год — пятьсот тринадцать.
3 июня 1977 года Постановлением Совета Министров РСФСР № 323 и приказом Министерства просвещения РСФСР № 138 Енисейский государственный педагогический институт был переведён в город Лесосибирск и на его базе был создан Лесосибирский государственный педагогический институт. В структуру института входило пять факультетов, а также очное и заочное отделения. В 1983 году решением Коллегии Министерства просвещения РСФСР и Президиума Республиканского комитета профсоюзов работников просвещения и высшей школы «за успехи в деле подготовки педагогических кадров» институту было присуждено переходящее Красное знамя. 4 мая 1990 года Постановления Совета Министров СССР № 448 Лесосибирский государственный педагогический институт становится филиалом Красноярского государственного университета.
28 декабря 2006 года приказом Федерального агентства по образованию № 1662 Лесосибирский педагогический институт становится филиалом Сибирского федерального университета. В структуре института были созданы пять факультетов: филологический, педагогики и методики начального образования, педагогики и психологии, физико-математический и дополнительного образования. В дальнейшем в структуре института остался факультет дополнительного образования, пять общеинститутских кафедр: филологии и языковой коммуникации, высшей математики, информатики и естествознания, педагогики, психологии развития личности и базовых дисциплин и семь научно-исследовательских лабораторий: менеджмента качества образования, теоретической и прикладной лингвистики, общей и экспериментальной физики, технических средств обучения и информационных ресурсов, электронных коммуникаций и поддержки программного обеспечения, психолого-педагогического практикума и педагогических деловых игр. Институт занимает 2 место в рейтинге высших учебных заведений Лесосибирска и 897 место среди всех высших учебных заведений Российской Федерации. 
За время существования институтом было выпущено более 20 тысяч специалистов-педагогов для образовательных учреждений.

## Руководство
- Бехтерев, Вадим Филиппович (1987-1994)
- Адольф, Владимир Александрович (1994-1999)
- Логинов, Юрий Юрьевич (2000-2005)
- Реушев, Михаил Юрьевич (2005-2011)
- Храмова, Людмила Николаевна (с 2011)

## Известные преподаватели и выпускники
- Сенько, Юрий Васильевич - доктор педагогических наук, профессор, академик РАО[7]
- Шарифуллин, Борис Яхиевич - доктор филологических наук, профессор[8]
- Лурье, Яков Соломонович - доктор филологических наук, профессор[9]
- Тимофеев, Вячеслав Павлинович - профессор-филолог[10]
- Румер, Юрий Борисович - доктор физико-математических наук, профессор[11]
- Бейлин, Григорий Борисович - поэт, эстрадный автор, сценарист, переводчик.[12]
- Адольф, Владимир Александрович - доктор педагогических наук, профессор (выпускник института)
- Гриб, Раиса Тихоновна - доктор филологических наук, профессор
- Малютина, Антонина Ивановна - кандидат филологических наук, профессор